# Різдва Богородиці Молченський печерський жіночий монастир УПЦ МП
Різдва Богородиці Молченський печерський жіночий монастир — монастир в місті Путивлі побудований в XVII—XIX століттях. Розташований на вулиці Сеймській 1/1. Головною святинею монастиря є Мовчанська ікона Божої Матері. Контролюється УПЦ МП.

## Історія
Історія заснування Мовчанського монастиря тісно пов'язана з Софроніївською пустинню. В 1405 році за 20 верст на схід від Путивля, поблизу нинішнього села Нова Слобода над болотом Молче, на місці, де з'явилася чудотворна ікона Пресвятої Богородиці виник невеликий монастир, що називався Молченською (Мовчанською) Різдва Богородиці пустинню.
В 1592 році Мовчанська пустинь була спалена татарами, а в 1593 року всі ченці переселилися до Путивля, де мали кілька «осадних дворів» і перетворили монастирське подвір'я на новий Мовчанський монастир. Протягом 1602—1604 років було зведено муровані укріплення і обитель стала справжнім оборонним форпостом. Монастир служив могутньою фортецею, в якій неодноразово знаходили собі прикриття ченці монастиря та місцеві жителі.
У 1603 році московський цар Борис Годунов надав монастирю нові маєтності и подарував коштовну панагію.
З 18 листопада 1604 року до 26 травня 1605 року Лжедмитрій І використовує монастир, як свою резиденцію. Саме в цей час було побудовано собор Різдва Богородиці та інші культові споруди.
В 1605 році Мовчанська пустинь була приписана до путивльського Мовчанського монастиря, а на її території влаштовано монастирську пасіку.
Під час громадянської війни Смутного часу в монастирі виникла пожежа, в результаті якої будівля сильно постраждала.
В 1653 році зруйнований монастир було відновлено. Щоб уникнути плутанини, Монастир в Путивлі став іменуватися Великим Мовчанським, а відновлений над болотом Молче, — Малим Мовчанським пустинним. Останній з кінця XVII століття почали називати Софронієва пустинь, або ж Софроніївський монастир.
З кінця XVII століття монастир, як і саме місто Путивль почав поступово занепадати.
Впродовж декількох століть в монастирі знаходився склад з порохом та арсенал. Тільки з XIX століття. монастир почав виконувати лише культову функцію.
В другій половині XIX століття на основі зруйнованих фортечних стін та башт будують церкву Іоанна Предтечі в російсько-візантійському стилі. Згодом церкву надбудували, в результаті цього було втрачено первісний вигляд собору.
У пореволюційний період обитель закрили, а ченців розігнали. З 1930-х рр. територію і споруди монастиря займали дитячий будинок, профтехучилище, військовий завод, що стало причиною катастрофічного стану монастиря.
В першій половині XX століття монастир було закрито. Приміщення монастиря використовували як дитячий будинок, сільське профтехучилище та військовий завод. Діяльність цих закладів довела чудову пам'ятку архітектури до катастрофічного стану.
З 1960 року в монастирі ведуться реставраційні роботи, а вже через 17 років тут було створено Державний історико-культурний заповідник. Хоч за радянських часів на реставрацію було витрачено мільйони рублів бюджетних коштів, але жодна з пам'яток не була виведена з аварійного стану.
У 1991 році монастир було передано Українській Православній Церкві(Московського патріархату). Спершу тут діяв чоловічий монастир, нині — жіночий.

## Споруди

### Собор Різдва Пресвятої Богородиці
Собор зведений у 1602—1604 роках як подвір'я заміської Софроніївської пустині. Окрім культової функції він виконував ще й оборонну функцію. Оскільки собор зводився посеред тісного фортечного подвір'я, забудованого з усіх боків, довелося об'єднати в його будівлі комори — у підвалі й у підкліті, трапезну й кухню — у підкліті, собор і теплу церкву — на другому ярусі, бойову камеру з бійницями — на третьому ярусі, над вівтарем.
В архітектурному плані будівлі є три неординарні особливості: вівтар у вигляді квадратної вежі, а не напівкруглої апсиди; камера оборонного призначення на третьому ярусі вівтаря увінчана шатром;перекриття підклітку нави системою хрестових склепінь зі стовпом посередині. Ця композиція є рідкісною для української архітектури. Собор належить до типу багатофункціональних культових споруд, пристосованих до оборони, які називають «церквами-фортецями».

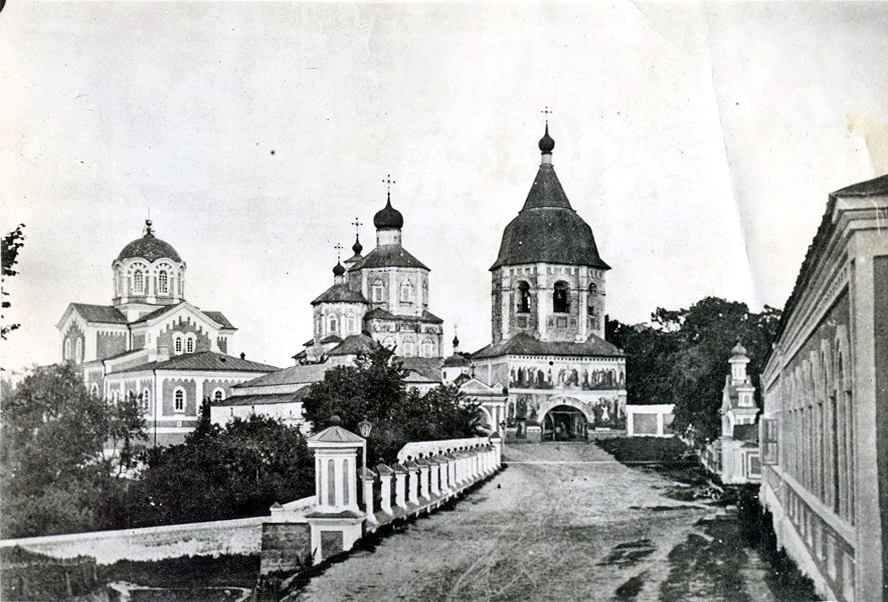
Вигляд Мовчанського монастиря в дореволюційні часи.

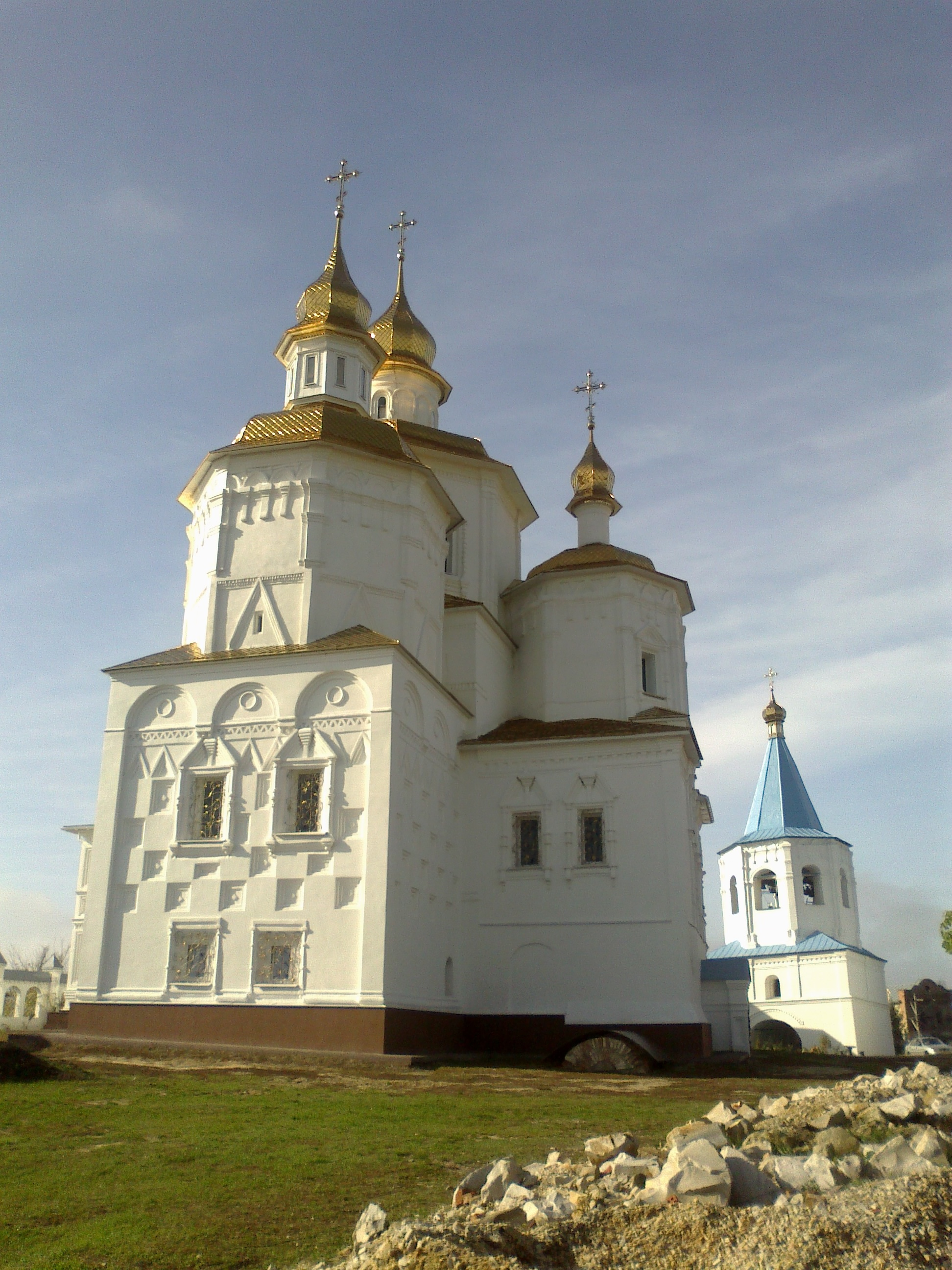
Собор Різдва Богородиці — першокласна пам'ятка наришкінського бароко. Увінчаний трьома восьмериками — над основним об'ємом, приділом та вівтарем, з декором в стилі московських церков XVII ст., він взагалі є єдиною пам'яткою цього стилю в Україні.

У 1612 році собор постраждав від пожежі і був повністю відбудований у 1630—1636 роках. Наступні перебудови відбулися в 1666—1669, 1778, 1860-х роках, коли до собору було побудовано одноповерховий корпус бібліотеки.
Будівля має риси характерні для московської архітектури XVI—XVIII століть з проявами українського архітектурного типу, що тяжів до висотних баштоподібних композицій.
Був закритий у середині 20-х років разом з монастирем. У 1921 році тут сталася пожежа, після якої довелося розібрати соборну галерею та бібліотеку. У другій половині 40-х — на початку 50-х років XX століття, у приділі собору на честь сятих Зосіми і Саватія Соловецьких чудотворців, було дозволено відправляти богослужіння.
До особливо шанованих святинь цього храму відносяться чудотворна ікона Мовчанської Божої Матері (1724 року) повернута монастирю у 1995 році; невеличка рака з мощами Святих угодників, ікона Пресвятої Богородиці «Утамуй мої печалі» (XVIII століття), ікона «Трійця» (XIX століття), образ «Вознесіння» (XIX століття) тощо.

### Надбрамна дзвіниця
Первісно була фортечною надбрамною баштою і споруджувалась приблизно в один період з мурами та наріжними баштами десь в 1602—1604 роках. У 1700 році башта перебудована. Зараз уже ніщо не нагадує про оборонний характер цієї будівлі.

### Оборонні мури з наріжною баштою
Ці мури є рештками мурованої фортифікації Путивля. Власне мурів два — внутрішній, що безпосередньо оперізував монастирську територію та зовнішній, вздовж дороги до Сейму.

### Трапезна
Трапезна — чотирикутний одноповерховий корпус надбудований у першій половині XIX століття над казематами, прилеглими до стародавнього фортечного муру з наріжною круглою баштою.

### Тепла церква святого Іоанна Предтечі
Зведена у 1866—1869 роках архітектором Д. І. Грімом у російсько-візантійському стилі на місці напівзруйнованого однойменного храму 1602—1604 років. В основі споруди монастирський мур з казематами, що добре видно у підвалі будівлі. Церкву було закрито в середині 20-х років XX століття разом з монастирем. В 30-х роках храм зазнав значних перебудов і став схожий на будівлю цивільного призначення. Наразі проводяться реставраційні роботи по поверненню їй вигляду церкви 1869 року.

### Настоятельський корпус
Зведений в 1720-1730-х роках, з перебудовами XIX-ХХ століть. В основі споруди фортечний мур та будівлі початку XVII століття. Спершу тут містилися келії ченців на першому поверсі й настоятельські покої на другому. Згодом корпус зайняла Путивльська духовна консисторія.

### Інше
На захід від надбрамної дзвіниці, ближче до міста розташовані споруди господарського двору та два мурованих готельних корпуси, перебудовані в повоєнні роки. Протягом 90-х років XX століття їм частково повернуто первісні форми.
Монастирську гору пронизують печери й підземні ходи. Деякі з них прориті одночасно з побудовою оборонного монастиря. У XIX столітті у цих печерах знаходили польські монети початку XVII століття.